# Bite au nez de poisson
Bite au nez de poisson (Fishsticks en VO) est le cinquième épisode de la saison 13 de la série télévisée South Park. Sa première diffusion a eu lieu le 8 avril 2009 sur Comedy Central.
L'épisode traite de plusieurs sujets dont le plagiat et l'ego démesuré. Il ridiculise notamment la personnalité de Kanye West. Jimmy Valmer et Eric Cartman en sont les héros.
L'épisode a reçu une excellente réception critique.

## Résumé
S'inspirant de Cartman qui mange des bâtonnets de poisson, Jimmy met au point une blague qui rencontre un immense succès :
« 
Jimmy : Tu aimes les bâtonnets de poisson ?

Cartman : Oui !

Jimmy : Tu aimes mettre les bites au nez de poisson dans ta bouche ?

Cartman : Ouais !

Jimmy : Alors c'est que t'es pédé comme une raie !
 »
Le comique Carlos Mencia s'en attribue le mérite. Tout un chacun juge la blague désopilante. Jimmy et Cartman sont ainsi invités sur le plateau d'Ellen DeGeneres pour en parler, mais Jimmy ne comprend pas que Cartman prétende y avoir contribué.
Kanye West ne saisit absolument pas la fameuse blague, et cela le met en colère. Il torture et tue Carlos Mencia, puis menace Cartman et Jimmy. Cartman, qui est intimement persuadé d'être l'auteur de la blague, explique à Jimmy que celui-ci est lui-même berné par son ego et probablement persuadé d'être lui-même l'auteur de la blague. Ces propos éclairent Kanye West, qui comprend qu'il a lui-même des problèmes d'ego, et ne comprenant toujours pas la blague, croit que les gens essaient seulement de l'aider en lui expliquant qu'il est en réalité un poisson gay (gay fish dans la version originale). Il décide de se rendre à l'évidence et de vivre au grand jour sa nouvelle vie, au grand désarroi de ses collaborateurs…

## Réception
L'épisode a été très bien reçu par la plupart des critiques télévisés, notamment pour la chanson finale. La moquerie a été très bien acceptée par Kanye West et Carlos Mencia.

## Limites de la traduction
L'épisode est basé sur un jeu de mots difficile à traduire en français. Le Derby de Pinewood fut diffusé en VF sur Game One à la place de celui-ci. Ce phénomène s'est déjà produit pour Le Combat et Le Ploblème chinois.
La blague en version originale est :
« 
Jimmy : Do you like fishsticks? 

Cartman : Yeah. 

Jimmy : Do you like putting fish dicks in your mouth? 

Cartman : Yeah. 

Jimmy : What are you, a gay fish?
 »
La blague repose sur la ressemblance phonétique entre fishsticks (bâtonnets de poisson) et fish dicks (bites de poisson). La traduction littérale est : 
« 
Jimmy : Tu aimes les bâtonnets de poisson ? 

Cartman : Ouais. 

Jimmy : Tu aimes mettre des bites de poissons dans ta bouche ? 

Cartman : Ouais. 

Jimmy : T'es quoi, un poisson gay ?
 »
Les crédits de l'adaptation française changent d'ailleurs sur cet épisode, des remerciements étant faits à Émilie, une amie de William Coryn qui enseigne l'anglais.